# Das Rotkäppchen-Ultimatum
Das Rotkäppchen-Ultimatum (englisch Hoodwinked Too! Hood vs. Evil) ist ein US-amerikanischer computer-animierter Familienfilm aus dem Jahr 2011. Der Film ist die Fortsetzung von Die Rotkäppchen-Verschwörung (2005).

## Inhalt
Rotkäppchen steckt gerade mitten in ihrer Nahkampfausbildung in einem Himalayakloster. Die Happy-End-Agentur HEA kann auf Rotkäppchens Hilfe aber nicht verzichten, als der Versuch der Rettung der Kinder Hänsel und Gretel aus den Händen der bösen Hexe schiefläuft. Zudem wird die Großmutter gekidnappt und soll der bösen Hexe das geheime Rezept der Schoko-Trüffel verraten, die übermenschliche Kräfte verleihen. Rotkäppchen und der Wolf müssen gegen ihren Willen zusammenarbeiten, um die Situation zu retten, weil die Zentrale der HEA von einer Horde Schweine verwüstet wurde und von dort keine Hilfe mehr möglich ist.
Rotkäppchen gelangt in der Stadt in das riesige Hochhaus der bösen Hexe. Mit Gas wird jedoch der Wolf und das Eichhörnchen ausgeschaltet. Hänsel und Gretel geben sich als hinterhältige Lügner zu erkennen, die die Entführung nur vorgetäuscht haben da sie an das Trüffelrezept gelangen wollen. Da Rotkäppchen die letzte Zutat versehentlich ausspricht, können die Trüffel hergestellt werden und so mutieren Hänsel und Gretel zu riesenhaften mächtigen Kreaturen. Zusammen mit ihren Freunden will Rotkäppchen die Untäter stoppen. Auch die ehemals böse Hexe hat die Seite gewechselt, da sie eine ehemalige Kameradin der Großmutter war und diese ihr nun eine neue Chance gibt. Der Wolf flüstert aus, die Macht wäre noch größer, wenn man mehrere Trüffel verspeisen würde, doch das lässt Hänsel und Gretel kampfunfähig anschwellen und so wird die Gefahr schließlich gebannt.

## Kritik
Turbulenter und unterhaltsamer Familienfilm (FSK 6), der nur bedingt als Fortsetzung der Rotkäppchen-Verschwörung gelten kann. Zum einen wurde das Konzept, einen Vorfall aus der – völlig unterschiedlichen – Perspektive aller Beteiligten zu erzählen, zugunsten einer linear entwickelten Jump-and-Run-Story aufgegeben. Zum anderen leidet an manchen Stellen die Logik der Handlung unter dem Bemühen, alle Charaktere des ersten Films irgendwo in der Handlung unterzubringen.

## Trivia
Auch das Rotkäppchen-Ultimatum steckt wie sein Vorgänger voller Anspielungen an andere Filme. So erinnert die Anfangssequenz des Kampftrainings, das Rotkäppchen im Himalayakloster der „Schwesternschaft“ durchläuft, an den Beginn von Johnny English – Jetzt erst recht, der im gleichen Jahr erschien. Die Rettung des von der Brücke gestürzten Törtchenkorbs mittels eines Bungee-Sprungs erinnert an die entsprechende Szene in Kevin Costners Waterworld (1995). In der Schlussszene steigen Rotkäppchen und der Wolf in ein Auto mit dem Design aus der Fernsehserie Starsky & Hutch.

## Stimmen
| Charaktere     | Deutsche Stimme | Originalstimme     |
| -------------- | --------------- | ------------------ |
| Rotkäppchen    | Cathlen Gawlich | Hayden Panettiere  |
| Großmutter     | Michael Pan     | Glenn Close        |
| Wolf           | Ronald Nitschke | Patrick Warburton  |
| Nicky Flippers | Axel Malzacher  | David Ogden Stiers |